# Nabucodonosor, o Jovem
Nabucodonosor, o Jovem é uma figura fictícia não atestada em nenhuma outra fonte, exceto as Crônicas de Jerameel. Ele seria irmão de Evil-Merodaque, filho de Nabucodonosor II e teria sucedido seu pai no trono do poderoso Império Neobabilônico.
As Crônicas de Jerameel relata que Evil-Merodaque se tornou vítima de uma difamação promovida por seu irmão mais novo Nabucodonosor, o Jovem. Isso levou seu pai Nabucodonosor II a sentenciá-lo à prisão e nomear Nabucodonosor, o Jovem como seu sucessor no trono. Com a morte de Nabucodonosor II seu filho de mesmo nome o sucedeu. Quando Nabucodonosor, o Jovem morreu, Evil-Merodaque foi libertado da prisão e reinou em seu lugar.
| “ | ... Nabucodonosor, o Grande, não manteve sua fé nele, visto que Evil-Merodaque era realmente seu filho mais velho; em vez disso ele nomeou Nabucodonosor, o Jovem, rei, porque havia humilhado os iníquos. Eles o caluniaram para seu pai, que colocou-o (Evil-Merodaque) na prisão junto com Joaquim, onde permaneceram juntos até a morte de Nabucodonosor, seu irmão, após quem reinou. | ” |

Embora possa haver alguma verdade na história da prisão de Evil-Merodaque, a existência de Nabuconodosor, o Jovem como figura histórica é improvável. Rolf Furuli, tendo essa história provavelmente lendária como base, argumenta que Nabucodonosor, o Jovem realmente existiu e pode ter reinado um ano como o sucessor imediato de Nabucodonosor II, antes que Evil-Merodaque subisse ao poder. Isso é indicado pelo fato de Joaquim, o deposto rei de Judá, ter sido libertado da prisão por Evil-Merodaque em 561 a.C., e não em 562 a.C., quando Nabucodonosor, o Jovem supostamente reinava. Essa é uma sugestão plausível, mas não há lugar para o reinado de um irmão após a morte de Nabucodonosor II. Esta sugestão não pode ser correta, pois a data de libertação de Evil-Merodaque e aprovação de seu nome no trono é antes de 566 a.C., ou seja, ano 39 de Nabucodonosor. Esta informação é mostrada em um contrato, onde é feita referência a um eunuco de Evil-Merodaque, o príncipe herdeiro (mār šarri). Se Evil-Merodaque tivesse sido libertado da prisão e nomeado príncipe herdeiro até o 39º ano de Nabucodonosor, ele deve ter sido o sucessor imediato quando seu pai morreu em 562 a.C. Isso é confirmado por uma série de fontes cuneiformes.